# Vorarlberger Brauereigenossenschaft Frastanz

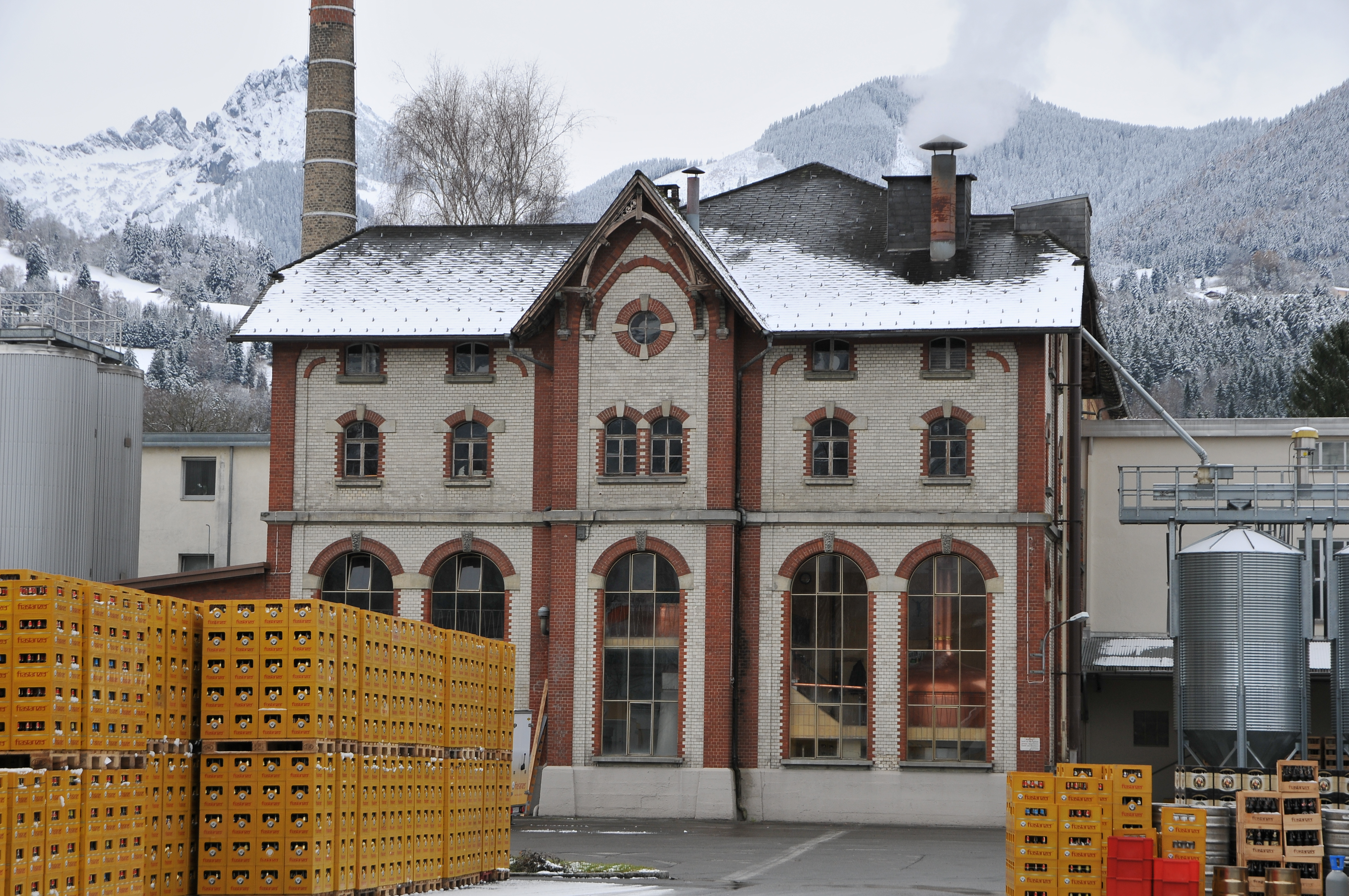
Denkmalgeschütztes Sudhaus

Die Brauerei Frastanz ist eine registrierte Genossenschaft mit beschränkter Haftung und die drittgrößte Bierbrauerei Vorarlbergs. Ihre Produkte vermarktet sie hauptsächlich im Raum Vorarlberg. Die Brauerei hat ihren Sitz von Anfang an in Frastanz, einer kleinen Marktgemeinde in Vorarlberg. Der offizielle Firmenname lautet Brauerei Frastanz eGen. 2016 wurden 4,2 Millionen Liter gebraut.
Das Unternehmen wurde 1902 als Brauereigenossenschaft gegründet. Zum ersten Obmann wurde Martin Reisch gewählt. Derzeitiger Obmann ist Lothar Gallaun aus Feldkirch. Das historische Hauptgebäude, in dem heute noch Bier gebraut wird, steht unter Denkmalschutz.
Der große Vorplatz kann für Veranstaltungen verwendet werden. Seit 2011 wird auf dem Gelände der Brauerei jährlich im September ein Bockbierfest gefeiert, das mittlerweile zu den größten Festen der Region gehört.

## Geschichte

Brauerei Frastanz, 1902/03

Nachdem sich um 1900 der Betrieb von Kleinbrauereien für Gastwirte vielerorts nicht mehr lohnte, industriell gefertigtes Bier aber andererseits vielen Wirten zu teuer war, schlossen sich in Vorarlberg am 22. Juli 1902 35 Gastwirte zu einer Genossenschaft zusammen. Ursprünglich plante die Genossenschaft den Erwerb des Braugasthofes „Engel“ in Götzis oder den Neubau einer Braustätte in Feldkirch, auf dem sich heute das Landesgericht befindet. Da jedoch das Grundkapital von 140.000 Kronen für diese Vorhaben nicht ausreichte und die Wasserqualität nicht den erwünschten Erfordernissen entsprach, ließ die Genossenschaft eine Brauerei in Frastanz errichten. Der Baubeginn des Backsteinbaus erfolgte 1902 in der Nähe des Bahnhofes und wurde vom Feldkircher Baumeister Christian Zangerle ausgeführt. Am 26. Mai 1903 erfolgte das Einbrauen des ersten Suds.
Die Auslieferung des Bieres erfolgte zunächst mittels Pferdefuhrwerken bis 1909 ein erster  Saurer-Lastkraftwagen angekauft werden konnte. 1913 kaufte die Brauerei leistungsfähige Eismaschinen und Flaschenfüllanlagen an. Der Jahresausstoß betrug dabei zunächst 4000 hl und konnte bis 1911 auf 7500 hl und 1913 auf 11.000 hl gesteigert werden. Trotz des Ausbruchs des Ersten Weltkriegs konnte in Frastanz bis 1916 Bier mit zwölfgrädiger Stammwürze gebraut werden. 1917 brach jedoch auch in Frastanz die Bierproduktion auf Grund der Rationierungsmaßnahmen zusammen.
Der Brauerei gelang es jedoch bis 1930 den Bierausstoß zu steigern und erreichte in diesem Jahr eine Produktion von 17.000 hl. Die Auswirkungen der Weltwirtschaftskrise ließen den Ausstoß danach jedoch wieder auf das Niveau vor dem Ersten Weltkrieg sinken. Nach der Machtübernahme der Nationalsozialisten kam es zu einem kurzfristigen Aufschwung der Brauerei, die 1939 20.000 hl ausstoßen konnte, ab 1942 sank jedoch die Grädigkeit des Bieres auf Grund von Rationalisierungen erneut ab. Zudem konnte die Brauerei 1945 nur noch eine Produktion von 8.000 hl aufweisen, danach fiel der Ausstoß nochmals um die Hälfte. Erst ab 1949 konnte Qualität und Ausstoß wieder gesteigert werden.
2016 hat sich die Brauereigenossenschaft geöffnet. Statt nur Wirte in die Genossenschaft aufzunehmen, wurde beschlossen, dass alle Personen aus der Region Miteigentümer dieser Brauerei werden können. Im Oktober wurden schlussendlich auch rund 1000 neue Mitglieder aufgenommen. Eine Warteliste für weitere Interessenten wurde eingerichtet. Mittlerweile zählt die Brauerei Frastanz mit Stand 2022 rund 2800 Mitglieder. Seit Ende Juli 2022 ist die Brauerei Mitglied bei dem „Verein der Unabhängigen Privatbrauereien Österreichs“.

## Sortiment
Einige der Produkte der Brauerei werden für die Gastronomie der Genossenschafter in Fässern abgefüllt.
Für den Handel und den fabrikseigenen Rampenverkauf stellt die Brauerei weitere Biersorten her.
| Produkt                                      | Stammwürze/°P | Alkoholgehalt/% Vol. | Brauart    | Abgabevolumen/Liter  |
| -------------------------------------------- | ------------- | -------------------- | ---------- | -------------------- |
| frastanzer s'klenne                          | 11,7          | 4,9                  | untergärig | 0,33l                |
| frastanzer Natur Radler Zitrus naturtrüb BIO | -             | 2,6                  | untergärig | 0,33l und Fass       |
| frastanzer Saurer Radler BIO                 | 7,1           | 3,1                  | untergärig | 0,33l und 0,5l       |
| frastanzer s'dunkle BIO                      | 12,6          | 5,6                  | untergärig | 0,33l und Fass       |
| frastanzer s'honig BIO                       | 11,8          | 5,1                  | untergärig | 0,33l                |
| frastanzer 3 Schwestern Bock BIO             | 16,9          | 7,2                  | untergärig | 0,33l und Fass       |
| frastanzer s'jubi                            | 11,7          | 4,9                  | untergärig | 0,5l                 |
| frastanzer Freibier                          | -             | < 0,5                | untergärig | 0,5l                 |
| frastanzer Helles                            | 10,2          | 4,3                  | untergärig | 0,5l                 |
| frastanzer Hoppy                             | 13,7          | 5,8                  | untergärig | 0,33l                |
| frastanzer s'bio BIO                         | 11,9          | 5,1                  | untergärig | 0,33l und Fass       |
| frastanzer gold                              | 12,5          | 5,5                  | untergärig | 0,5l und Fass        |
| frastanzer Kellerbier BIO                    | 11,9          | 5,1                  | untergärig | 0,33l, 0,5l und Fass |

### Getränkemarke VO ÜS
Im Jahr 2019 gründete die Brauerei Frastanz gemeinsam mit der Mohrenbrauerei die Getränke- und Limonadenmarke VO ÜS (Vorarlberger Dialekt: Von uns). Das Sortiment umfasst Mineralwasser, Eistee, Fruchtsäfte sowie verschiedene Limonadensorten, die in Mehrweg-Glasflaschen sowie in Gebinden für die Gastronomie angeboten werden.
Die Markenentwicklung erfolgte durch die Dornbirner Kommunikationsagentur zurgams. VO ÜS erhielt mehrere Auszeichnungen, darunter den Red Dot Award: Best Food & Beverage Brand 2020, den Staatspreis Werbung Österreich (2020) sowie den German Brand Award (2021).

## Logo

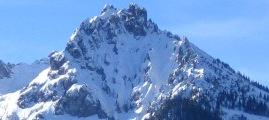
Drei Schwestern

Das Logo der Brauerei Frastanz stellt die Drei Schwestern, den Hausberg von Frastanz dar. Einer Sage nach verwandelte ein Venediger Männlein drei Schwestern, die an einem Sonntag anstatt in die Kirche, auf die Suche nach Beeren gingen, in drei Felsblöcke, die seither den Berg bilden.
Aus der Region dieses Berges stammt auch das hochwertige Brauwasser dieses Bieres. Basierend auf der Berg-Sage wurde in den 1970ern ein Zweitlogo eingeführt, welches statt der Berge die drei Schwestern darstellen sollte. Mit mäßigem Erfolg. Dieses Logo wurde Jahre später wieder aufgegriffen bzw. verändert und ziert seit einiger Zeit beispielsweise die Etiketten der Bock-Biere der Brauerei Frastanz.
Im Jahre 2020 wurde das Logo überarbeitet.

## Die Drei Schwestern als Werbe- und Kunstfiguren
Auf Basis des alten Logos wurden 2011 die Drei Schwestern als Werbefigur geschaffen, ihre Besetzung wird seitdem jährlich über ein Casting neu ermittelt. Die Drei Schwestern treten dann auf Festen, Festivals oder Konzerten auf und werden auf diese Weise auch eigenständig – ohne direkten Bezug zur Brauerei – als Kunstfiguren vermarktet.

## Frastanzer Bockbierfest
Das alljährliche Bockbierfest auf dem Gelände der Brauerei Frastanz ist eines der größten Bierfeste und somit ein Highlight in der Region. Es findet jedes Jahr im September statt. Eingeläutet wird es aber bereits im Juli durch das Bierzahl!-Gewinnspiel, dass am Bockbierfest-Sonntag final ausgelost wird.